# Калтанисета
За провинцията вижте Калтанисета (провинция).
Калтанисѐта (на италиански: Caltanissetta) е град и община в южна Италия, административен център на провинция Калтанисета в автономен регион Сицилия. Разположен е на 568 m надморска височина. Населението на града е 60 223 души (към 31 октомври 2009).